# استون کوربین
استون کوربین (انگلیسی: Easton Corbin؛ زادهٔ ۱۲ آوریل ۱۹۸۲) یک موسیقی‌دان اهل ایالات متحده آمریکا است. 